# AQ Возничего
AQ Возничего (лат. AQ Aurigae) — одиночная переменная звезда в созвездии Возничего на расстоянии (вычисленном из значения параллакса) приблизительно 4743 световых лет (около 1454 парсеков) от Солнца. Видимая звёздная величина звезды — от +15,5m до +10,3m.

## Характеристики
AQ Возничего — красная пульсирующая переменная звезда, мирида (M) спектрального класса M7. Эффективная температура — около 3281 К.